# 花の生涯 (NHK大河ドラマ)

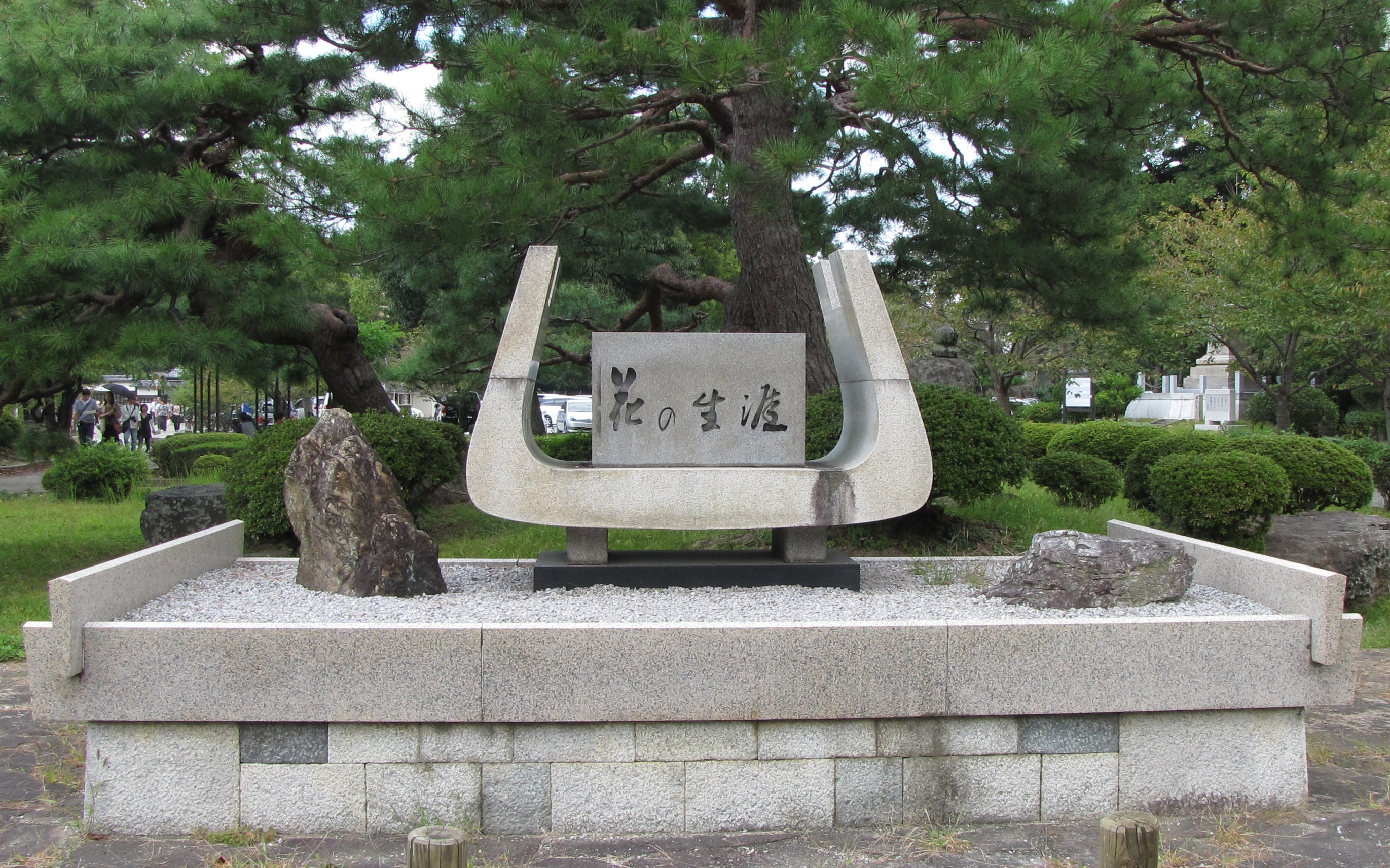
花の生涯記念碑（彦根城金亀児童公園）

『花の生涯』（はなのしょうがい）は、1963年4月7日から同年12月29日までNHKで放送された大河ドラマ（放送当時は大型時代劇と称した）第1作。原作は舟橋聖一が1952年から1953年まで『毎日新聞』紙上で連載した歴史小説『花の生涯』で、幕末の大老・井伊直弼の生涯を描いた作品。
現在と異なり、基本の放送時間は日曜日の午後8時45分 - 午後9時30分であった。当時の日本の多くのテレビジョン番組と同様、映像はモノクロで、音声もモノラルである。松竹の専属俳優だった佐田啓二が初めてテレビドラマに出演した作品でもある。

## 企画・制作
1961年、NHKの芸能局長に就任した長沢泰治は、当時技術的にも稚拙で黎明期にあったテレビ放送を、映画を凌駕するものにすることを目指し、映画並のクオリティーと大衆の支持を得るよう、大作ドラマの制作を志向した。
この大作ドラマの構想は、当時NHKとRAI（イタリア放送協会）が合作で制作した『二つの橋』に参加した演出の合川明、井上博、脚本の北条誠が帰国してから具体化し、脚本の北条誠は『花の生涯』の舞台脚本を書いたことがあったため起用された。
当初から大スターを集めてのキャスティングが図られ、映画各社、歌舞伎座などを交渉した結果、松竹演劇部が「歌舞伎を一切休まない」ことを条件に、尾上松緑の出演を認めた。一方、原作者の舟橋聖一は、ヒロインの村山たか役に、松竹で映画化された際に同役を演じた淡島千景を熱望した。さらにNHKは、長野主膳の役に同じ松竹の佐田啓二の起用を考えた。
映画俳優では当時、いわゆる「五社協定」があったため、映画各社の専属俳優はテレビには出演できず、NHKはプロデューサーの合川明が長沢芸能局長命令によって佐田啓二本人と出演交渉することとなった。合川は後にインタビューなどで当時の模様を語っている。資料により多少違いがあるが、佐田が出演を決めれば、淡島千景も出演するだろうというのがNHKのねらいだったという。何が何でも佐田を出演させろの指示の下、合川は佐田の自宅を訪ねたが佐田は難色を示した。とにかく原作本と企画書を預けて、それからは佐田家への日参が続いた。娘の中井貴恵や息子の中井貴一とは仲良くなり、宿題を教えたり、トランプをしたりしたという。佐田の相伴で高級バーに連れてってもらい、日頃は飲めない高級酒も飲ませてもらった。だがいくら通っても佐田は色よい返事をしない。ついにやけになった合川が、「出ていただけないなら原作と企画書は持って帰ります」と告げたところ、佐田は「ちょっと待って、合川ちゃん。もう少し詳しい話を聞かせて」と答えたという。佐田は当初、「出演なんかできないよ」と言っていたが、一方で小津安二郎に相談したり、ロサンゼルス在住の友人にも話を聞き、当時の進んだアメリカのテレビジョン放送の実情を知らされたという。こうして佐田は1962年夏に出演を決めた。佐田の出演によって「五社協定」が崩れ、淡島千景をはじめ映画俳優の出演が次々と決まることになった。
「桜田門外の変」のシーンは、NHKにはそれだけのセットを作れなかったため、ディレクターの井上博の発案で東映城（東映京都撮影所のオープンセット、現在の東映太秦映画村大手門）を借りて行われたが、このときの交渉は、後に大河演出のエースとなる大原誠が受け持った。東映城の屋根を白ペンキで塗って、事件当日の雪模様を再現し、地面の雪はトラック4台で運んだ白布を広げ、白砂を撒き、発泡スチロールを飛ばしたという。東映との交渉は難航し、大原が一週間日参してようやく許可が出たが、当初は撮影所内移動用の自転車やリヤカーに粗悪品を回された。ここで演出補の村上慧が父の村上元三と懇意のマキノ雅弘に依頼し、その結果東映側は全面的に協力するようになったという。
それまでは、ストーリーの進行順に従って収録する手法が一般的だったが、本作では多くの大物俳優が忙しいスケジュールを縫って出演するため、この作品から初めて各シーンをバラバラに（同じような場面をまとめて）収録する方法が採用された。当初俳優は、覚える台詞が増える上にストーリーが寸断されるこの手法に難色を示したが、最後はNHK側の説得に応じた。また、場面切替の時間を短縮するため、台車に乗せた屋敷や庭の複数のパーツをセットの裏側に用意して入れ替える「回転セット」と呼ばれたセットも導入された。
尾上松緑は、昼は歌舞伎興行があったため、夜10時にスタジオ入りして衣装付けとメイクをおこない、撮影開始は12時近くだった。歌舞伎の舞台に穴をあけないという条件での出演だったため、撮影の初日から、撮影終了後の帰宅が朝の5時となり、妻が松緑の健康を心配し、役を降ろしてほしいと迫ったという。最終的に午前3時までに返すという条件で撮影は続くことになった。

## 反響
視聴率は全話平均20.2%、最高で32.3%を記録した。

## 登場人物
出演者の表記は当時のもの。
※太字は第1回に登場

### 井伊家
井伊直弼（いい なおすけ）
演：尾上松緑
主人公。彦根藩第14代藩主井伊直中の十四男。300俵の捨て扶持をあてがわれ、「埋木舎」と名付けた屋敷で部屋住みとしての生活を十数年にわたって余儀なくされる。通称は「埋木の殿様（うもれぎのとのさま）」。自らを世捨て人と自嘲しつつ、国学・茶道・乗馬など趣味に没頭する。政治に関わる事を避けてきたが、国学者の長野主馬、主馬の恋人である村山たかと出会った事で運命の歯車が動き出す。
後に彦根藩主、幕府大老に就任し政治を主導するが、第38回にて、江戸城桜田門外において刺客たちの襲撃を受ける。「馬鹿者、うろたえ者め!」と刺客たちを罵り、今はまだ死ねぬと悔しがるが、あえない最期を遂げる。
昌子の方（まさこのかた）
演：八千草薫
直弼の正室。
秋山志津（あきやま しづ）
演：香川京子
直弼の側室。直弼の身の回りの世話を担当している。
西村里和（にしむら りわ）
（西村佐登→里和）
演：河村有紀
直弼の側室。志津よりも格下の年若い側室。
とめ
演：賀原夏子
直弼に仕える老女。謹厳な性格。
井伊直亮（いい なおあき）
演：清水将夫
彦根藩第15代藩主、直弼の兄。幕府大老を務めていたが辞任。弟（直中の十一男）の直元を養嗣子にしていたがその直元が病に倒れたため、その下の弟の直弼を代わって養嗣子とする。
井伊愛麿（いい あいまろ）
演：太田博之

### 井伊家臣
村山たか（むらやま たか）
演：淡島千景
本作のメインヒロイン。多賀の般若院に住まう芸妓の三味線の師匠。妖艶な美貌の持ち主で、かつ機転が利き度胸もある女性。長野主馬の恋人となり、直弼にも接近する。
第38回にて、江戸に向かう途中、まさに直弼が襲われているその瞬間に直弼が自分を呼ぶ声の幻聴を聞く。
長野主膳（ながの しゅぜん）
（長野主馬→長野主膳）
演：佐田啓二
伊吹山麓で国学の塾を開く国学者。諱は義言（よしとき）。端整な風貌の美丈夫で、三浦北庵の紹介で直弼と出会い国学の師となる。村山たかに一目惚れし、男女の仲となる。武芸は不得手で、差している刀は竹光である。
長野多起（ながの たき）
演：東恵美子
犬塚外記（いぬづか げき）
演：中村芝鶴
彦根藩家老。直弼派。直弼からは「お爺さん」と呼ばれる。
宇津木六之丞（うつき ろくのじょう）
演：北村和夫
多田帯刀（ただ たてわき）
演：田村正和
村山たかの息子。母と行動を共にする。
竹本重太夫（たけもと しげだゆう）
演：芦田伸介
三雲松子（みくも まつこ）
演：阿部洋子
三浦十左衛門（みうら じゅうざえもん）
演：浮田左武郎
秋山勘七（あきやま かんしち）
演：小栗一也
小河原秀之丞（おがわら ひでのじょう）
演：戸田皓久
川西忠左衛門（かわにし ちゅうざえもん）
演：金井修
三浦北庵（みうら ほくあん）
演：下條正巳
伊吹山麓に住まう医師。直弼とは国学仲間で、直弼に長野主馬を紹介する。
中村長平（なかむら ちょうへい）
演：穂積隆信

### 大名・幕臣
水戸斉昭（みと なりあき）
演：嵐寛寿郎
井上信濃守（いのうえ しなののかみ）
演：井上孝雄
松平肥後守（まつだいら ひごのかみ）
演：花柳武始
松平賀州（まつだいら かしゅう）
演：河村憲一郎
太田備中守（おおた びっちゅうのかみ）
演：西山辰夫
間部下総守（まなべ しもうさのかみ）
演：内田朝雄
阿部伊勢守（あべ いせのかみ）
演：高松政雄
堀田備中守（ほった びっちゅうのかみ）
演：松下達夫
松平越前守（まつだいら えちぜんのかみ）
演：山口幸生
久世山城守（くぜ やましろのかみ）
演：楠義孝
薬師寺筑前守（やくしじ ちくぜんのかみ）
演：三津田健
伊佐新次郎（いさ しんじろう）
演：仲谷昇

### その他
多田一郎（ただ いちろう）
演：西村晃
俵屋和助（たわらや わすけ）
演：織田政雄
佐久間象山（さくま しょうざん）
演：広瀬康治
渡辺崋山（わたなべ かざん）
演：野口元夫
蘭学者、田原藩家老。幕府の弾圧（蛮社の獄）に遭い、藩に迷惑を掛けた責任を負い自刃。
高野長英（たかの ちょうえい）
演：須永宏
蘭学者。幕府の弾圧（蛮社の獄）に遭い投獄される。
お吉（おきち）
演：朝丘雪路
河井又五郎（かわい またごろう）
（鶴松→河井又五郎）
演：長門裕之
有村次左衛門（ありむら じざえもん）
演：山形勲
薩摩藩脱藩浪士。桜田門外において直弼を襲う。
関鉄之介（せき てつのすけ）
演：江見俊太郎
金子孫二郎（かねこ まごじろう）
演：加藤武
大関和七郎（おおぜき わしちろう）
演：森塚敏
佐野竹之助（さの たけのすけ）
演：沼田曜一
斎藤堅物（さいとう けんもつ）
演：服部哲治
黒沢忠三郎（くろさわ ちゅうざぶろう）
演：内田稔
峰岸龍之介（みねぎし りゅうのすけ）
演：小池朝雄
黒沢トキ子（くろさわ トキこ）
（鶴江→黒沢トキ子）
演：山岡久乃
雪野太夫（ゆきのだゆう）
演：岩崎加根子
彦根の袋町遊郭きっての大店「金亀楼」の売れっ子の芸妓で、村山たかの三味線の弟子。聡明で勘が良い。長野主馬を匿う。
おせい
演：奈良岡朋子
お福（おふく）
演：島田多恵子（現・島田多江）
久の市
演：桑山正一
玉の市
演：渥美國泰
尾上幸太郎（おのえ こうたろう）
演：多々良純
甚六（じんろく）
演：長門勇
秋山くら（あきやま くら）
演：初井言榮
水戸家家人・剣持（けんもち）
演：高木新平
山番八蔵
演：里木三朗
寺川幸助（てらかわ こうすけ）
演：辻村真人
六造（ろくぞう）
演：大塚周夫
小僧吉松（よしまつ）
演：小宮山清
幾（いく）
演：桜緋紗子
タウンゼント・ハリス
演：久米明
ヘンリー・ヒュースケン
演：岡田眞澄
その他
演：石坂浩二、萬代峰子、大町文夫

## スタッフ
- 原作：舟橋聖一『花の生涯』
- 脚本：北条誠
- 音楽：冨田勲
- 語り：小沢栄太郎
- 演奏：フールサンズ・セレナーダス
- 美術考証：鳥居清忠
- 制作統括：長澤泰治
- 制作：合川明
- 装置：富樫直人
- 演出助手：大原誠、斎藤暁、村上慧
- 演出：井上博

## 放送

### 通常放送時間
- NHK総合テレビジョン：毎週日曜 20時45分 - 21時30分

### 放送日程
- 回数、放送日、サブタイトルは特記がない限りウェブサイト「NHKクロニクル」の「NHK番組表ヒストリー」で確認[10]。
- 第18回及び第21回の放送はいずれも水泳大会の放送により2時間繰り下げ[注釈 3]。
- 第28回の放送は19時20分から21時まで東京国際スポーツ大会「水泳」を放送したため15分繰り下げ。

### その他
- 現在のように大河ドラマが通年放送になるのは、第2作『赤穂浪士』からであり、本作は9ヶ月間の放送であった。
- 大河ドラマで総集編がつくられるようになったのは第3作『太閤記』以降であり、本作の総集編は制作されていない。

| 放送回                                                     | 放送日   | サブタイトル       |
| ---------------------------------------------------------- | -------- | ------------------ |
| 第1回                                                      | 4月 7日  | 青柳の糸           |
| 第2回                                                      | 4月14日  | 雲うごく           |
| 第3回                                                      | 4月21日  | 眉紅き人           |
| 第4回                                                      | 4月28日  | 朝のいとま         |
| 第5回                                                      | 5月 5日  | 尾花の別れ         |
| 第6回                                                      | 5月12日  | 蜘蛛の糸           |
| 第7回                                                      | 5月19日  | 想う人             |
| 第8回                                                      | 5月26日  | うす雪の竹         |
| 第9回                                                      | 6月 2日  | 雪の門出           |
| 第10回                                                     | 6月 9日  | 登城すがた         |
| 第11回                                                     | 6月16日  | 彦根牛             |
| 第12回                                                     | 6月23日  | 黒船の章           |
| 第13回                                                     | 6月30日  | 密出国             |
| 第14回                                                     | 7月 7日  | おしろい椿         |
| 第15回                                                     | 7月14日  | 葉桜の章           |
| 第16回                                                     | 7月21日  | 風濁る             |
| 第17回                                                     | 7月28日  | 安政小唄           |
| 第18回                                                     | 8月 4日  | お吉・お福         |
| 第19回                                                     | 8月11日  | 明烏の章           |
| 第20回                                                     | 8月18日  | らしゃめん記       |
| 第21回                                                     | 8月25日  | 下田港             |
| 第22回                                                     | 9月 1日  | こん四郎江戸へ行く |
| 第23回                                                     | 9月 8日  | 江戸の風           |
| 第24回                                                     | 9月15日  | 加茂川千鳥         |
| 第25回                                                     | 9月22日  | 春ふたたび         |
| 第26回                                                     | 9月29日  | 大老職             |
| 第27回                                                     | 10月 6日 | 百本杭の章         |
| 第28回                                                     | 10月13日 | 五月雨の章         |
| 第29回                                                     | 10月20日 | 不時登城           |
| 第30回                                                     | 10月27日 | 妖霊星             |
| 第31回                                                     | 11月 3日 | 奈落の影           |
| 第32回                                                     | 11月10日 | 大獄の章           |
| 第33回                                                     | 11月17日 | 江戸送りの章       |
| 第34回                                                     | 11月24日 | 断罪の章           |
| 第35回                                                     | 12月 1日 | 飛ぶ雪の章         |
| 第36回                                                     | 12月 8日 | 宵節句の章         |
| 第37回                                                     | 12月15日 | 君消ゆる           |
| 第38回                                                     | 12月22日 | 狂乱の章           |
| 最終回                                                     | 12月29日 | たか女後日         |
| 平均視聴率 20.2%（視聴率は関東地区・ビデオリサーチ社調べ） |          |                    |

## 映像の現存状況
第1回と桜田門外の変のシーンである第38回の断片が現存している。その他の映像はNHKには現存していないとされる。
現存している第1回「青柳の糸」は『NHK想い出倶楽部2〜黎明期の大河ドラマ編〜（1）花の生涯』としてDVD販売されている。

## 関連番組
2023年2月4日には、大河ドラマ60周年を記念し、本作制作の様子を描いたドラマ『大河ドラマが生まれた日』が放送された。この翌日である2月5日には、AI技術でカラー着色した『花の生涯』第1回「青柳の糸」及び「桜田門外の変」の部分が午後4時30分よりNHK総合テレビジョンで放映された。